# سه قدم بالاتر از بهشت
سه قدم بالاتر از بهشت (اسپانیایی: Tres metros sobre el cielo‎ یا انگلیسی: Three Steps Above Heaven) فیلمی در ژانر درام و عاشقانه به کارگردانی فرناندو گونسالس مولینا براساس رمانی به همین‌نام اثر فدریکو موچا است که در سال ۲۰۱۰ منتشر شد. از بازیگران آن می‌توان به ماریو کاساس، ماریا والورده و آندرئا دورو اشاره کرد.

## خلاصۀ داستان
هوگو معروف به هاچ H (ماریو کاساس) پسر جوانی است که بیشتر وقت خود را صرف خوش‌گذرانی و مسابقات غیرقانونی می‌کند. در این بین او دختر دبیرستانی به نام بابی (ماریا والورده) را ملاقات می‌کند و همین موضوع باعث اتفاق‌های خوب‌و‌بد زیادی می‌شود…

## بازیگران
- ماریو کاساس
- ماریا والورده
- آلوارو سروانتس
- مارینا سالاس
- آندرئا دورو
- نرئا کاماچو
- کریستینا پلاساس
- ژردی بوش
- دیه‌گو مارتین
- خوان پابلو شوک
- کلارا سگورا

## تولید
این فیلم توسط Cangrejo Films، گلوبومدیا، زتا سینما و آنتنا ۳ فیلمز تولید شده است.

## انتشار
این فیلم در ۳ دسامبر ۲۰۱۰ در سینماهای کشور اسپانیا اکران شد.

## دنباله‌ها
در سال ۲۰۱۲ دنباله‌ای برای این فیلم به نام می‌خواهمت ساخته و منتشر شد.